# 昆廷·拉法尔格

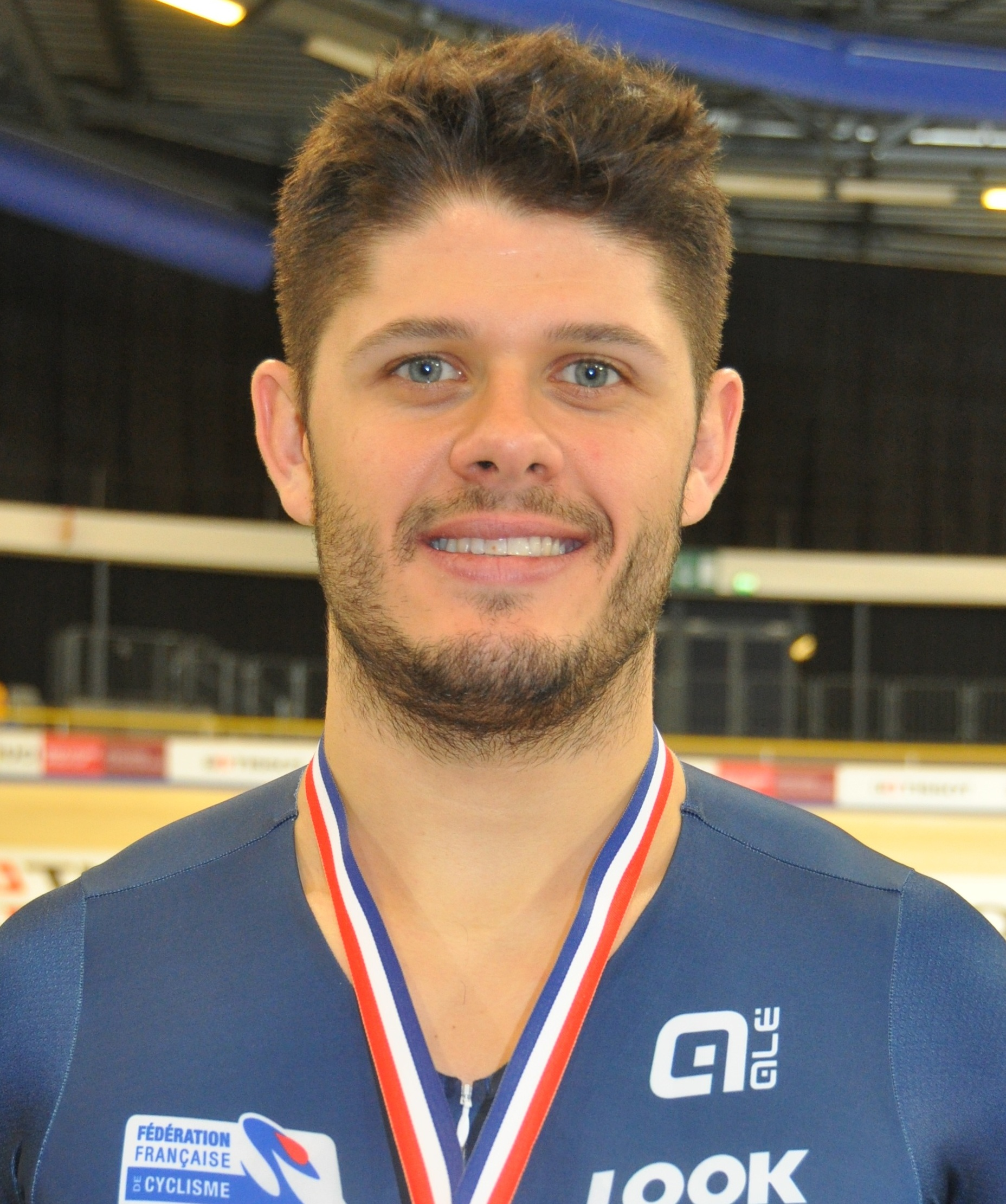
昆廷·拉法尔格

昆廷·拉法尔格（法語：Quentin Lafargue，1990年11月17日—）是一名法国职业场地自行车运动员。他曾在2019年世界場地自由車錦標賽上获得男子1公里计时赛项目的金牌和男子团体竞速赛项目的银牌。